# CPS de Bertoua
Le CPS de Bertoua est un club de football camerounais basé à Bertoua.
Le club participe une seule fois au championnat de première division, lors de la saison 2007. Il se classe 17 e du championnat avec 0 victoires, 10 nuls et 24 défaites.

## Historique
- - CPS d'Abong Mbang
- 2007 - CPS de Bertoua